# Boszilovo
Boszilovo városa az azonos nevű község székhelye Észak-Macedóniában.

## Népesség
Boszilovo városának 2002-ben 1 698 lakosa volt, melyből 1 697 macedón és 1 egyéb nemzetiségű.
Boszilovo községnek 2002-ben 14 260 lakosa volt, melyből 13 649 macedón (95,7%), 495 török (3,5%) és 116 egyéb nemzetiségű.

## A községhez tartozó települések
- Boszilovo
- Borijevo
- Gecserlija
- Drvos
- Ednokutyevo
- Ilovica
- Monoszpitovo
- Petralinci
- Radovo (Boszilovo)
- Robovo (Boszilovo)
- Szaraj (Boszilovo)
- Szekirnik
- Sztaro Baldovci
- Turnovo (Boszilovo)
- Hamzali
- Stuka (Boszilovo)